# Стоимен Стоименов
Стоимен Цветанов Стоименов е български офицер, генерал-майор, доктор по военни науки.

## Биография
Роден е на 24 септември 1942 г. в пазарджишкото село Щърково. От 1963 г. е член на БКП. От 1960 до 1965 г. учи във Висшето народно военно училище във Велико Търново мотострелкови профил. От 1960 до 1965 г. е командир на взвод в 30-и омсп в Пазарджик. Между 1967 и 1978 г. изпълнява последователно длъжностите секретар на ПК на ДКМС в полка, помощник на началник на политическия отдел на 21-ва мотострелкова дивизия помощник-началник и заместник-началник на отдел в Главното политическо управление на българската народна армия, помощник на началника на политическия отдел на Командване Сухопътни войски. През 1978 г. завършва Военната академия в София задочно. От 1978 до 1980 г. е началник на политическия отдел на 11-а танкова бригада. Между 1980 и 1983 г. е помощник на началника на ГлПуна и началник на отдела за работа с младежта и Комсомола. В периода 1983 – 1985 г. е началник на политическия отдел на първа мотострелкова дивизия. Между 1985 и 1989 г. е политически сътрудник в отдел „Социална и национална сигурност“ (отдел „Военен“) на ЦК на БКП, като през 1988 г. става кандидат на науките (доктор). Бил е заместник-командващ и началник на политическия отдел на трета армия от 1989 до 1991 г. като полковник От 1 септември 1991 до 1992 г. е началник на пресцентъра на Министерството на отбраната и официален говорител на Министерството. От 1992 до 2005 г. е заместник-началник на Разузнавателното управление на Генералния щаб на българската армия (Служба „Военна информация“) по административните въпроси и началник на отдел „Координация на военното сътрудничество и ръководството на военните представителства в западните страни“ (КВС и РВП). На 7 юли 2000 г. е удостоен с висше военно звание генерал-майор. На 28 септември 2000 г. е освободен от длъжността заместник-директор на служба „Военна информация“ и от кадрова военна служба. Стоименов е председател на „Център за изследване на асиметричните рискове и заплахи за сигурността в Югоизточна Европа и Черноморския регион“, „Конфедерация на обществени организации за защита на пенсионерите в България“ и „Конфедерация на обществените организации в сигурността и отбраната“. От януари 2012 г. е съветник по национална сигурност на президента Росен Плевнелиев, до 1 юни 2013 г.

## Образование
- Висше народно военно училище (до 1965)
- Военна академия „Г.С.Раковски“ (до 1978)

## Военни звания
- Лейтенант (23 септември 1965)
- Генерал-майор (7 юли 2000), две звезди